# Hkakabo Razi
Hkakabo Razi (Birmees: ခါကာဘိုရာဇီ; Chinees: 开加博峰; pinyin: Kāijiābó Fēng) is de hoogste bergtop van Burma (Myanmar) en ligt op de grens tussen Burma en het door de Volksrepubliek China bestuurde Tibet. Vlak ten westen van de Hkakabo Razi bevindt zich het de facto drielandenpunt met de Indiase deelstaat Arunachal Pradesh. De berg is 5.881 m hoog en bevindt zich in een uitloper van de Hengduan Shan, die op zijn beurt onderdeel is van de gebergtegordels van de Grotere Himalaya. Gelegen in het uiterste noorden van de staat Kachin, is het eveneens het hoogste punt in Zuidoost-Azië.

## Omgeving en bereikbaarheid
Vanaf het dichtstbijzijnde vliegveld in Putao duurt de voettocht naar het basiskamp tussen de drie en vier weken. Gedurende de regentijd is het gebied praktisch van de wereld afgesloten. De politieke situatie in Kachin is erg instabiel en het grootste deel van de deelstaat valt onder gezag van lokale guerrillagroepen en krijgsheren. Buitenlanders worden sinds 1993 soms met speciale toestemming toegelaten, vandaar dat de eerste beklimming pas in 1996 plaatsvond. Het gebied rondom de top werd in 1998 tot een nationaal park verklaard. Vanaf 2000 zijn een beperkt aantal wetenschappelijke expedities toegelaten die een begin maakten met het in kaart brengen van de nog grotendeels onbekende flora en fauna van het gebied.

## Beklimmingen
De berg is slechts enkele malen beklommen. Dit heeft twee oorzaken. De berg is zeer moeilijk te bereiken; de voettocht, door onbewoonde jungle, is al gevaarlijk. Daarnaast is de berg, ondanks dat deze minder dan 6.000 meter hoog is, zeer moeilijk te beklimmen. De Britse avonturier en botanicus Frank Kingdon-Ward deed in 1937 een poging om de top te bereiken maar moest op een hoogte van 4.500 meter omkeren. De Japanner Takashi Ozaki en de Tibetaanse Myanmarees Nyima Gyaltsen wisten de top in 1996 te bereiken.
In 2014 beklom een Birmese expeditie de berg. Het was de bedoeling op de top een gps-meting te doen en een vlag en een plaquette te plaatsen. Het is niet bekend of ze de top bereikt hebben maar ze wisten wel op minder dan 100 meter van de top een bericht te versturen. Hierna raakten de klimmers vermist.
In 2014 ging een expeditie van National Geographic de berg op om een gps-meting te doen maar ook zij wist de top niet te bereiken. Ze kwamen tot 5.743 meter hoogte.

## De hoogte van de berg
De hoogte van de berg is niet duidelijk. In 1925 deed een Britse expeditie een meting waarbij ze de hoogte op 5.881 meter vaststelden. Dit getal is nog steeds de officiële hoogte van de berg.
Waarschijnlijk is de Hkakabo Razi de hoogste berg van Myanmar en ook van heel Zuidoost-Azië maar zeker is dit niet. Vlak in de buurt ligt de Gamlang Razi. Hiervan is de hoogte wel exact vastgesteld d.m.v. gps op 5.870 meter. Het verschil tussen de Gamlang Razi en de Hkakabo Razi is waarschijnlijk minder dan dertig meter. Deze discussie ligt wel gevoelig. De Hkakabo Razi is een nationale trots terwijl de Gamlang Razi voor de helft in de Volksrepubliek China ligt.